# 金崖
金崖（？—433年）北魏将领，平凉（治今甘肃平凉市）休屠胡（屠各胡）人。
魏太武帝神䴥元年（428年）八月，率部众归附北魏，官拜征西将军。延和二年（433年）二月，与安定镇将延普争权构隙，联合泾州刺史狄子玉举兵攻打延普，没有成功，于是退保胡空谷，据险自固。不久被魏平西将军、安定镇将陆俟击败，被执杀。他的从弟金当川代领其众。